# Louise Chevalier
Louise Chevalier (Lyon, Francia, 1774-después de 1801) fue una actriz y cantante de ópera francesa. Trabajó en Rusia de 1797 a 1801, donde fue amante del zar Pablo I de Rusia. Después del fallecimiento de este el 23 de marzo de 1801, el nuevo zar Alejandro I de Rusia —que reinó de 1801 a 1825— le pidió a Louise que abandonara el país. No se sabe con exactitud, que fue de ella a partir de este momento, se cree que vivió en Polonia o Francia como cortesana.